# Boston (Dávao Oriental)
Boston es un municipio filipino de tercera categoría, situado en la parte sudeste de la isla de Mindanao. Forma parte de  la provincia de Dávao Oriental situada en la Región Administrativa de Dávao (en cebuano Rehiyon sa Davao), también denominada Región XI. Para las elecciones está encuadrado en el Primer Distrito Electoral.

## Barrios
El municipio  de Boston se divide, a los efectos administrativos, en 8 barangayes o barrios, conforme a la siguiente relación:
| - Cabasagán - Caatihán | - Cawayanán - Población | - San José - Sibajay | - Carmen - Simulao |